# Systemdienstleistung
Systemdienstleistungen (SDL) sind jene für die Funktionstüchtigkeit und Versorgungsqualität notwendigen Dienste in der Elektrizitätsversorgung, die Stromnetzbetreiber neben der Übertragung und Verteilung elektrischer Energie zusätzlich erbringen. Dies sind unter anderem:
- Netzfrequenzhaltung. Damit sind unter anderem Automatic Frequency Restoration Reserve (aFRR), Frequency Containment Reserve (FCR) und Trägheit gemeint.
- Spannungshaltung
- Versorgungswiederaufbau
- Betriebsführung / Netzengpassmanagement

Die Bereitstellung von Regelleistung zur Frequenzhaltung ist die SDL mit dem ökonomisch höchsten Gewicht.